# Gruppo Landévennec
Gruppo di Landévennec è un gruppo di manoscritti miniati dei quattro evangelisti risalenti al X e XI secolo provenienti dalla Bretagna inferiore, tutti probabilmente appartenenti allo scriptorium dell'abbazia di Landévennec. 
Influenzati dall'arte insulare, sono caratterizzati dalla rappresentazione degli evangelisti come esseri umani con teste di animali.

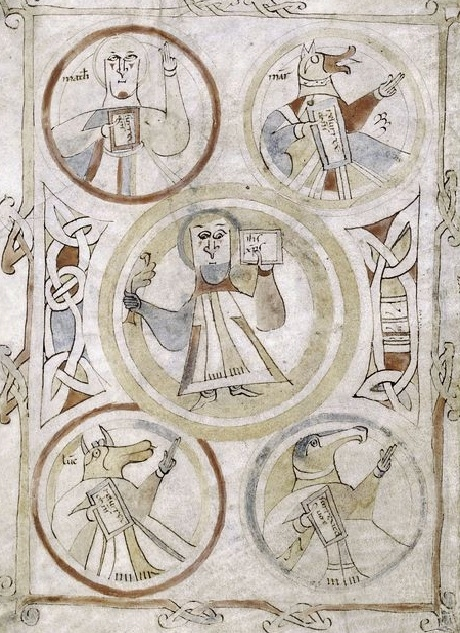
Evangeliario di Landévennec, San Marco raffigurato con la testa di cavallo

## Elenco
- British Library, Breton Gospel Book (British Library, MS Egerton 609):[1] proveniente dall'Abbazia di Marmoutier, registrato al British Museum nel 1836
- Berna, Biblioteca della Borghesia di Berna, MS 85:[2] risalente all'850-900, e un tempo appartenuta all'Abbazia di Fleury
- Boulogne-sur-Mer, Biblioteca municipale, MS 8:[3] risalente all'850-900, portata dai monaci in fuga da Landévennec dopo la sua distruzione a causa degli attacchi vichinghi nel 913, che si stabilirono a Montreuil-sur-Mer.
- Troyes, Biblioteca multimediale, MS 960:[4] risalente al 909, i Vangeli, noti come Vangeli di Saint-Gildas-de-Ruys
- Oxford, Biblioteca Bodleiana, Auct. D. 2. 16:[5] risalente al 900-950, donato alla cattedrale di Exeter dal vescovo Leofric.
- New York Public Library, Harkness Gospels, MS 115(EN) New York » Public Library » MS De Ricci 115, su ircabritt.universityofgalway.ie.: noto anche come Vangeli di Harkness dal nome del precedente proprietario che lo donò alla biblioteca nel 1928. Risale agli anni 890-9107. Nell'XI secolo furono aggiunti altri due ritratti classici di evangelisti in stile romanico.